# La Movida Madrileña
La Movida Madrileña (da: Den Madrilenske Bevægelse) var en kulturel bevægelse, der opstod i slutningen af 1970'erne og 1980'erne i kølvandet på Spaniens overgang til demokrati. Oprindeligt var den centreret omkring Madrid, men spredte sig senere til andre storbyer i Spanien.
Bevægelsen var tydeligt inspireret af punkbevægelsen i bl.a. Holland.
Mest kendt fra denne bevægelse er formentlig filminstruktøren Pedro Almodóvar og i spansktalende lande også sangerinden Alaska.
| Kultur | Spire Denne artikel om kultur er en spire som bør udbygges. Du er velkommen til at hjælpe Wikipedia ved at udvide den. |